# Parodia nivosa
Parodia nivosa är en kaktusväxtart som först beskrevs av Fric, och fick sitt nu gällande namn av Curt Backeberg. Parodia nivosa ingår i släktet Parodia och familjen kaktusväxter. Inga underarter finns listade i Catalogue of Life.

## Bildgalleri

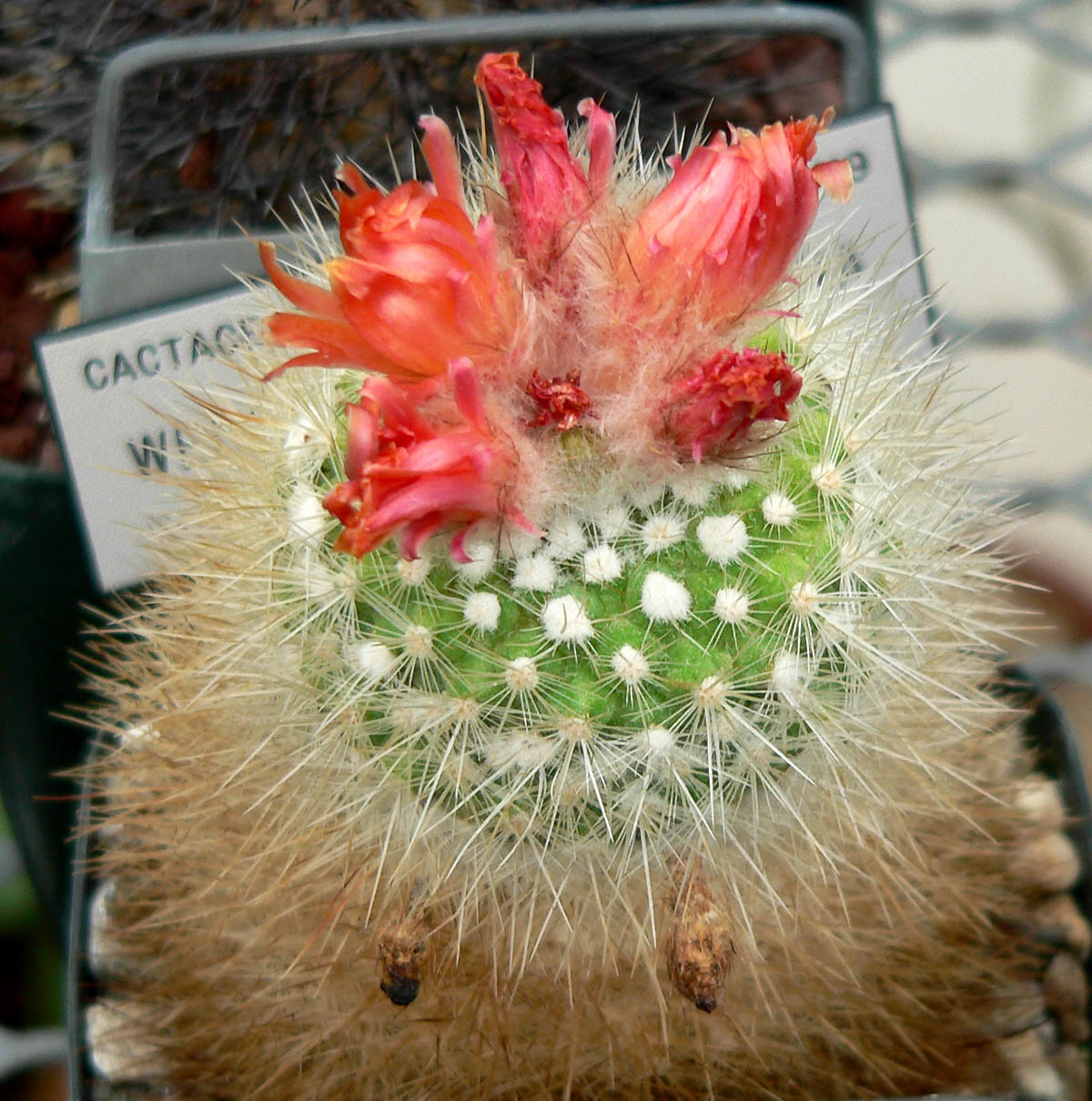
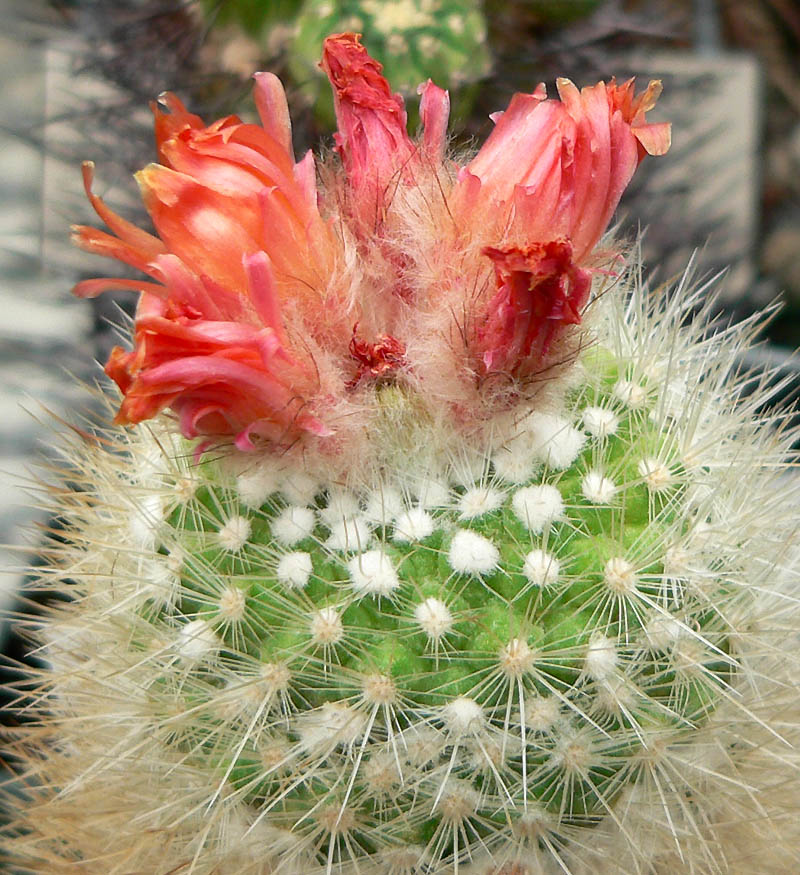
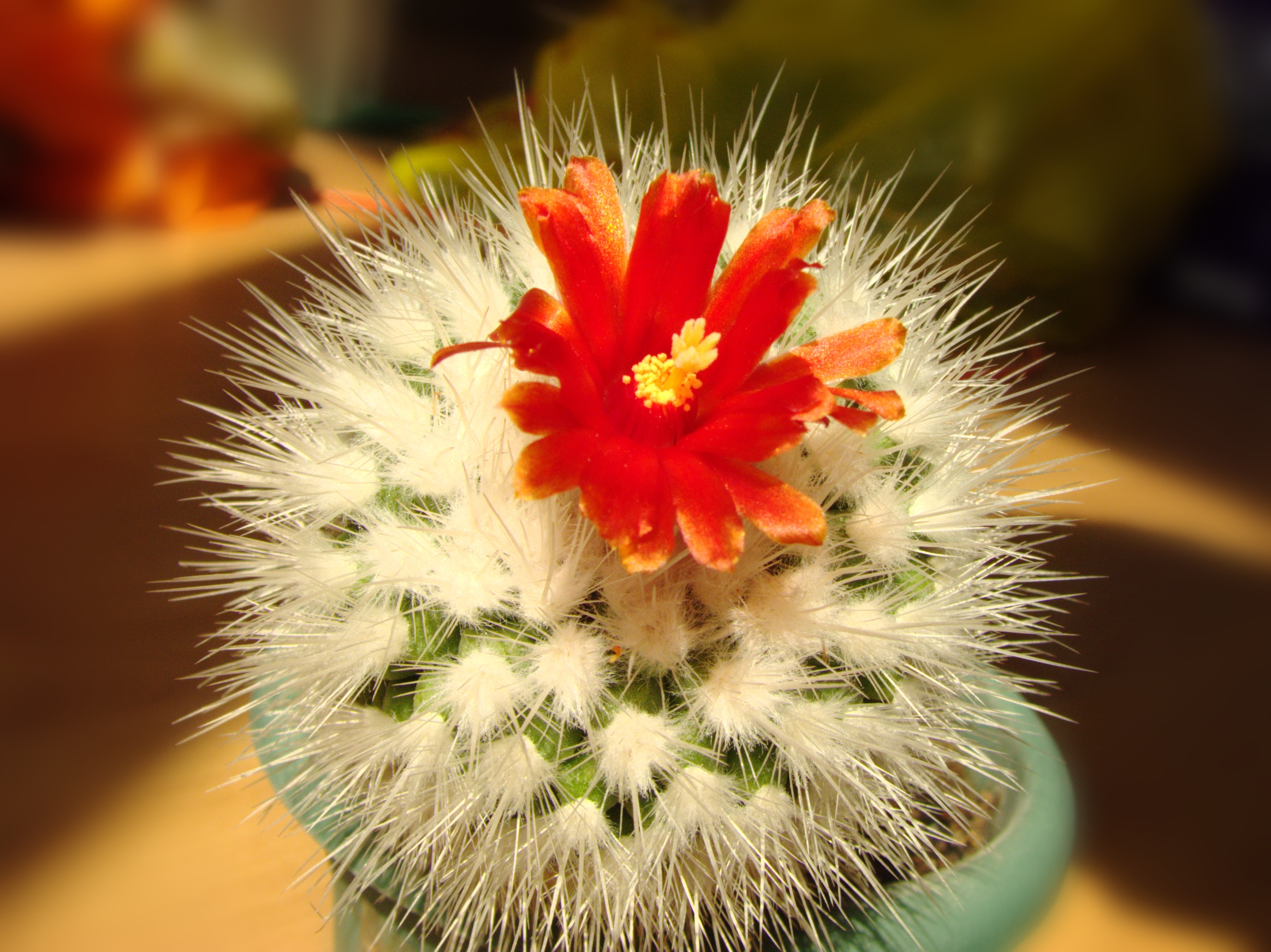